# Deutsche Märchen und Sagen
Deutsche Märchen und Sagen ist eine elektronische Anthologie von gemeinfreien Volksmärchen- und Sagensammlungen aus Deutschland, die überwiegend im 19. Jahrhundert erschienen sind. Ihr Herausgeber ist der Erzählforscher Hans-Jörg Uther.
Das Sammelwerk erschien auf einer CD-ROM im Jahre 2002 im Verlag Directmedia als Band 80 der Reihe Digitale Bibliothek.
Der Zusammenstellung liegen insgesamt 47 Quellen zugrunde. Sie bietet den Volltext von über 24.000 Märchen, Sagen, Bräuchen und Legenden aus Deutschland. Die Bibliographie zur Erzählforschung im Anhang verzeichnet über 20.000 Titel. Für die digitale Form sprachen das hohe Fassungsvermögen und die Suchmöglichkeiten der CD. Im Rahmen des kostenfreien Angebots zeno.org stehen die einzelnen Sammlungen (unter ihren Herausgebern) auch im Internet zur Verfügung.

## Eigendarstellung
Uther beschreibt die Intention seiner Auswahl: „Diese erstmalige elektronisch erfaßte Auswahl von Märchen- und Sagensammlungen zwischen 1770 und 1920 will einen repräsentativen Eindruck von der Vielfalt des Erzählguts geben und zugleich den Wandel dokumentieren, der sich in der Auffassung von Volksdichtung widerspiegelt: von der Adaption schriftlicher Quellen bis hin zur Aufzeichnung aus mündlicher Überlieferung, von der Bearbeitung im Hinblick auf ‚Treue und Wahrheit‘ innerhalb der Form bis zur romantisch verklärten und dichterischen Ausschmückung alter Stoffe und Motive, die ihre Wurzeln schon im 18. Jahrhundert hat.“

## Rezension
Mit wenigen Ausnahmen spiegelt die CD die wichtigsten und einflussreichsten deutschen Sammlungen seit dem Ende des 18. Jahrhunderts wider. Auch wenn Scans vermisst werden, hatte die CD, insofern bahnbrechend in der deutschsprachigen Volkskunde, doch unbestreitbare Verdienste in der Zugänglichmachung verlässlicher Ausgaben für Forschung und breites Publikum. Zu den aufgenommenen Werken zählt aber auch die sehr seltene erste gedruckte deutsche Sagensammlung von Nachtigal.
Die Edition wurde in der Literaturwissenschaft und in der Folkloristik positiv aufgenommen. Zu den kritischen Anmerkungen zählt: „Trotz der Menge finden sich von den 362 Sammlern des deutschen Sprachraums, die Hannelore Jeske ermittelt hat, nur 116 (32 %) bei Uther.“ Ferner lasse „die inhaltliche Erschließung, die in den Aufgabenbereich des Herausgebers Hans-Jörg Uther fällt, leider manche Wünsche offen.“

## Für die Sammlung verwendete Quellen
1. Ludwig Aurbacher: Ein Büchlein für die Jugend. Enthaltend die Legende von Placidus und seiner Familie […]. Stuttgart/Tübingen/München, 1834.
2. Ludwig Aurbacher: Ein Volksbüchlein. Enthaltend: Die Geschichte des ewigen Juden […]. Aus dem Nachlaß verm. und m. e. Nachw. ed. Joseph Sarreiter. Leipzig, Reclam, um 1878/79.
3. Bernhard Baader: Volkssagen aus dem Lande Baden und den angrenzenden Gegenden. Karlsruhe: Verlag der Herder'schen Buchhandlung, 1851.
4. Bernhard Baader: Neugesammelte Volkssagen aus dem Lande Baden und den angrenzenden Gegenden. Karlsruhe: A. Geßner'sche Buchhandlung, 1859.
5. Karl Bartsch: Sagen, Märchen und Gebräuche aus Meklenburg 1–2. Wien: Braumüller, 1879/80.
6. Ludwig Bechstein: Deutsches Sagenbuch. Leipzig: Georg Wigand, 1853. ed. Karl Martin Schiller. Meersburg/Leipzig: Hendel, 1930.
7. Ludwig Bechstein: Sämtliche Märchen. Mit Anmerkungen und einem Nachwort von Walter Scherf, München: Winkler, 1971.
8. Anton Birlinger, M. R. Buck: Sagen, Märchen und Aberglauben (Volksthümliches aus Schwaben 1). Freiburg im Breisgau: Herder'sche Verlagshandlung, 1861.
9. Anton Birlinger: Sitten und Gebräuche (Volksthümliches aus Schwaben 2). Freiburg im Breisgau: Herder'sche Verlagshandlung, 1862.
10. Wilhelm Busch: Ut ôler Welt. Volksmärchen, Sagen, Volkslieder und Reime. ed. Otto Nöldeke. München: Lothar Joachim Verlag, 1910.
11. Johann Gustav Büsching: Volks-Sagen, Märchen und Legenden. Leipzig: Reclam, 1812.
12. Carl Colshorn, Theodor Colshorn: Märchen und Sagen. Hannover: Rümpler, 1854.
13. Friedrich Gottschalck: Die Sagen und Volksmährchen der Deutschen 1. [mehr nicht erschienen]. Halle: Hemmerde und Schwetschke, 1814.
14. Johann Georg Theodor Grässe: Sagenbuch des Preußischen Staates 1–2. Glogau: Carl Flemming, 1868/71.
15. Johann Georg Theodor Gräße: Der Sagenschatz des Königreichs Sachsen. 2. Auflage, Dresden: Schönfeld, 1874.
16. Albert Ludewig Grimm: Lina's Mährchenbuch 1–2. 2. Auflage, Grimma: Gebhardt, 1837.
17. Brüder Grimm: Kinder- und Hausmärchen. Berlin: Realschulbuchhandlung, 1812/15.
18. Kinder- und Hausmärchen. Gesammelt durch die Brüder Grimm, München: Winkler, 1977.
19. Brüder Grimm: Deutsche Sagen. Zwei Bände in einem Band. Vollständige Ausgabe nach dem Text der dritten Auflage von 1891, mit der Vorrede der Brüder Grimm zur ersten Auflage 1816 und 1818 und mit einer Vorbemerkung von Hermann Grimm. Nachwort von Lutz Röhrich, München: Winkler, [1965].
20. Ulrich Jahn: Volksmärchen aus Pommern und Rügen l. Norden/Leipzig: Diedr. Soltau's Verlag, 1891.
21. Ulrich Jahn: Schwänke und Schnurren aus Bauern Mund. Berlin: Mayer & Müller, 1890.
22. Adalbert Kuhn: Märkische Sagen und Märchen nebst einem Anhange von Gebräuchen und Aberglauben. Berlin: Reimer, 1843.
23. Adalbert Kuhn, Wilhelm Schwartz: Norddeutsche Sagen, Märchen und Gebräuche aus Meklenburg, Pommern, der Mark, Sachsen, Thüringen, Braunschweig, Hannover, Oldenburg und Westfalen. Leipzig: Brockhaus, 1848.
24. Adalbert Kuhn: Sagen, Gebräuche und Märchen aus Westfalen und einigen andern, besonders den angrenzenden Gegenden Norddeutschlands 1–2. Leipzig: Brockhaus, 1859.
25. Johann Heinrich Lehnert: Mährchenkranz für Kinder, der erheiternden Unterhaltung besonders im Familienkreise geweiht. Berlin: Hasselberg, [1829].
26. Johann Andreas Christian Löhr: Das Buch der Maehrchen für Kindheit und Jugend, nebst etzlichen Schnaken und Schnurren, anmuthig und lehrhaftig [1–]2. Leipzig: Gerhard Fleischer d. Jüng., [ca. 1819/20].
27. Karl Lyncker: Deutsche Sagen und Sitten in hessischen Gauen. Kassel: Verlag von Oswald Bertram, 1854.
28. Ernst Meier: Deutsche Volksmärchen aus Schwaben. Stuttgart: C. P. Scheitlin's Verlagshandlung, 1852.
29. Karl Müllenhoff: Sagen, Märchen und Lieder der Herzogthümer Schleswig, Holstein und Lauenburg. Kiel: Schwerssche Buchhandlung, 1845.
30. Johann Karl August Musäus: Volksmärchen der Deutschen. Nach dem Text der Erstausgabe von 1782–1786. Mit einem Nachwort und Anmerkungen von Norbert Miller, München: Winkler, 1976.
31. Johann Karl Christoph Nachtigal: Volcks-Sagen. Bremen: Friedrich Wilmans, 1800.
32. Benedikte Naubert: Volksmährchen der Deutschen. Neue Ausgabe 1–4. Leipzig: Verlag von Gebhard und Reisland, 1840.
33. Heinrich Pröhle: Harzsagen, zum Teil in der Mundart der Gebirgsbewohner. 2. Auflage, Leipzig: Mendelssohn, 1886.
34. Heinrich Pröhle: Märchen für die Jugend. Halle: Buchhandlung des Waisenhauses, 1854.
35. Heinrich Pröhle: Kinder- und Volksmärchen. Leipzig: Avenarius und Mendelsohn, 1853.
36. Heinrich Pröhle: Rheinlands schönste Sagen und Geschichten. Für die Jugend. Berlin: Tonger & Greven, 1886.
37. Heinrich Pröhle: Unterharzische Sagen. Aschersleben: Fokke, 1856.
38. Georg Schambach, Wilhelm Müller: Niedersächsische Sagen und Märchen. Göttingen: Vandenhoeck & Ruprecht, 1855.
39. Franz Schönwerth: Aus der Oberpfalz. Sitten und Sagen 1–3. Augsburg: Rieger, 1857/58/59.
40. Alexander Schöppner: Sagenbuch der Bayerischen Lande 1–3. München: Rieger 1852/52/53.
41. Emil Sommer: Sagen, Märchen und Gebräuche aus Sachsen und Thüringen 1. Halle: Anton, 1846.
42. Karl Spiegel: Märchen aus Bayern. Wissenschaftliche Beilage zum Jahresbericht des Vereins für bayerische Volkskunde und Mundartforschung in Würzburg [e.V.] auf das Jahr 1914, Würzburg: Selbstverlag des Vereins für bayerische Volkskunde […], 1914.
43. Karoline Stahl: Fabeln, Mährchen und Erzählungen für Kinder. 2. Auflage Nürnberg: Friedrich Campe, 1821.
44. Ludwig Strackerjan: Aberglaube und Sagen aus dem Herzogtum Oldenburg 1-2. ed. K. Willoh., 2. Auflage, Oldenburg: Stalling, 1909.
45. Jodocus Donatus Hubertus Temme: Die Volkssagen der Altmark. Mit einem Anhange von Sagen aus den übrigen Marken und aus dem Magdeburgischen. Berlin: Nicolai, 1839.
46. Jodocus Donatus Hubertus Temme: Die Volkssagen von Pommern und Rügen. Berlin: Nicolai, 1840.
47. Johann Wilhelm Wolf: Deutsche Hausmärchen. Göttingen: Dieterich’sche Buchhandlung/Leipzig: Vogel, 1851.

## Bücher mit diesem Titel
- Ludwig Bechstein: Deutsche Märchen und Sagen. Aufbau-Verlag, Berlin (DDR) 1959, DNB 450289036.
- Rosemarie Griesbach: Deutsche Märchen und Sagen: Für Ausländer bearbeitet. Max Hueber, München 2004, ISBN 3-19-001022-6.